# カードローン
カードローン（英語: Card loan）は、銀行及び協同組織金融機関が行う資金の貸付け（ローン）の一つである。カードローンという名称であるにも拘わらず、カード（ローンカード）を発行しないもの（カードレス）もある（後述）。

## 概要
銀行及び協同組織金融機関（以下「金融機関」と総称）が発行するカードを利用するローンである。予め契約した貸出枠の範囲で現金自動預払機(ATM)や現金自動支払機(CD)を通じて資金を借り入れることができる。ATM・CDについては、金融機関が設置するもののほか、金融機関が提携する金融機関が設置するものを利用することができる。
なお、カードを用いずにインターネットバンキングなどを利用してローン口座から普通預金口座への振替で資金を貸し付ける形態のみのローンもあるが、これはネットローンやネットキャッシングなどと呼ばれ、カードローンとは異なる。

### 種類
個人用のカードローンは、担保を必要としない無担保型と、不動産、農地、有価証券などを担保とする有担保型に大別される。いずれも用途は自由ではあるが、事業資金として利用することはできない（事業資金として利用することができる個人事業主用のカードローンを別に設けている金融機関もある）。2020年に日本貸金業協会が公表したデータによると「趣味・娯楽費」が利用用途の40%を占めていたが、コロナ禍以降、「家賃の支払い」や「趣味・娯楽費」「食費」「医療費」などが利用用途の上位を占めている。

### カードについて
カードローンで利用するカードは、金融機関の普通預金口座のキャッシュカードを利用することができるものと、専用のカード（ローンカード）が発行されるものに大別される。後者の場合は、金融機関に預金口座を開設していない場合でも利用することができる。また、カードレスで利用できるものもある。

## 仕組み
カードローンは、金融機関が指定する者（以下「保証会社」）が保証（機関保証）するため、無担保型の場合は、担保・保証人は不要である一方、金融機関および保証会社の両社が審査を行うこととなる。審査の結果、保証会社の保証が受けられない場合は、カードローンを利用することはできない。
万が一、延滞や貸倒が発生した場合は、保証会社が金融機関へ代位弁済し、保証会社が債務者へ債権回収することとなるので、この場合、保証会社から直接借入れて延滞したものと同等の取立てに遭うこととなる可能性もある。
正社員や公務員以外は、金融機関に大口の定期預金・投資信託の取引、担保とされる不動産または農地、有価証券を所有していないと、信用上発行が難しいとされるが、保証会社が保証するカードローンでは申込基準が緩和されていたが、カードローンが原因の自己破産や多重債務が社会問題化され、限度額が50万円を超える申込には、収入証明書の提出が必要とするなど、審査基準が厳格化された。また、金融機関は自主規制として50万円に満たない申込に関しても、申込者の職場へ在籍確認を取るなどして返済能力を確認する対策を講じているが、コロナ禍以降のリモートワークの普及や個人情報保護の観点から電話での取次ができないことも多くなっており、大手消費者金融では、電話ではなく提出書類による在籍確認に切り替えている。
返済方法は、1回払やリボルビング払（リボ）で完済となるまで、毎月の約定返済日に口座自動振替で返済していくかたちとなるが、資金に余裕が有ればATMで直接カードローン口座へ入金したり、リモートバンキングで自名義の普通預金等から振替することも可能であるが、1回払で借り入れた場合は翌月または翌々月に借り入れ金額+利息を全額返済する。
有担保型カードローンは1980年代から2000年代前半にかけて都市銀行が取り扱ってきたが、不動産担保評価額の減少（担保割れ）などが頻発するようになったため、不動産担保融資は一部の銀行や抵当証券系ノンバンクで証書貸付に限って継続されている状況にある。

## クレジットカードとの違い
カードローンとクレジットカードの違いは次表の通りである。
|          | カードローン                                                                                       | クレジットカード |
| -------- | -------------------------------------------------------------------------------------------------- | --- |
| 発行元   | 銀行、協同組織金融機関                                                                             | クレジットカード等購入あつせん業者 |
| 利用目的 | 現金融資（キャッシング）                                                                           | ショッピング、現金融資（キャッシング） |
| 貸付枠   | 審査次第では大きな枠を設定も可能                                                                   | 比較的小さめの設定となることが多い（キャッシング枠の付帯が無ければ貸付機能無し） |
| 詳細     | カードローンを使ってそのままショッピングすることはできない（カードローンは現金を借りる機能に限定） | 「キャッシング枠」を付帯することで融資を受けることは可能（※ショッピング枠のみでキャッシング枠の設定が無い場合もあり）クレジットカードはショッピングがメインの機能で、キャッシングはオプション機能の位置づけ |

また、多くのクレジットカードでは100万円未満のキャッシング利用する場合、法律の最大利率である実質年率18％に設定されているのに対し、カードローンでは実質年利1.5％～14.0％の金利水準が一般的。

## メリット・デメリット

### メリット
- 金利が大手消費者金融やクレジットカードより低いものがほとんどである[5]。主な貸金業者の上限金利が年18%であるのに対し、カードローンの上限金利は概ね年14.6%（日歩4銭）前後を採用している場合が多い（一部例外あり）。
- 融資を行うのは銀行などの金融機関であって貸金業ではないので（貸金業である大手消費者金融やクレジットカード会社は保証業務を行う）、貸金業法の総量規制の適用を受けないことから、年収の 1/3 を超える借り入れも審査が通れば可能である。
- 勤務先によっては職域でメインバンクの総合口座とカードローンを持たされることがあり、通常のカードローンより低利であることがある。
- 金融機関によっては、カードローン機能が付帯されている総合口座で口座自動振替やJCB/VISA/マスターデビットカード、J-Debitの決済時に残高不足となった場合、カードローン利用可能額の範囲で自動的に立て替える「自動融資」機能が設定されている。
- 金融機関によっては、カードローン利用によって金融機関の優遇サービス（ATM時間外手数料、提携コンビニ、ゆうちょ銀行ATMの無料化など）の特典加算対象となる。
- 消費者金融、信販会社のカードローン、クレジットカードキャッシングからの借り換え、おまとめにも利用可能である。
- 融資限度額に注目する場合、クレジットカードのキャッシングよりもカードローンの方が優位である[6]。

### デメリット
- 金利が変動金利制である場合、定期的に金利を見直す為、金利が上昇するリスクがある。
- リモートバンキング上でカードローン口座の取引明細が確認できない場合、定期的に郵送される明細書のみでしか確認できない。
- メリットの項に記述した「貸金業法の総量規制の適用を受けない」ことが過剰融資に繋がり、カードローン破産という結果を招きやすいというデメリットも同時に孕んでいる。

## 主なカードローン
個人（個人事業主を除く）用の主なカードローン（有担保型のカードローンを除く）は、次表の通りである（新規の申込を受け付けているものに限る）。
| 銀行              | カードローンの名称                 | 保証会社                       | 備考 |
| ----------------- | ---------------------------------- | ------------------------------ | ---- |
| みずほ銀行        | みずほ銀行カードローン             | オリエントコーポレーション     |      |
| みずほ銀行        | みずほ銀行カードローン             | アイフル                       |      |
| 三菱UFJ銀行       | バンクイック                       | アコム                         |      |
| 三菱UFJ銀行       | マイカード プラス                  | アコム                         |      |
| 三井住友銀行      | カードローン                       | SMBCコンシューマーファイナンス | ※1   |
| りそな銀行        | りそなプレミアムカードローン       | りそなカード                   |      |
| りそな銀行        | りそなプレミアムカードローン       | ドコモ・ファイナンス           |      |
| りそな銀行        | りそなプレミアムカードローン       | オリエントコーポレーション     |      |
| りそな銀行        | りそなプレミアムカードローン       | アコム                         |      |
| PayPay銀行        | カードローン                       | SMBCコンシューマーファイナンス |      |
| セブン銀行        | ローンサービス                     | アコム                         |      |
| ソニー銀行        | カードローン                       | アコム                         |      |
| 楽天銀行          | 楽天銀行スーパーローン             | 楽天カード                     |      |
| 楽天銀行          | 楽天銀行スーパーローン             | 三井住友カード                 |      |
| 住信SBIネット銀行 | カードローン                       | SMBCコンシューマーファイナンス |      |
| auじぶん銀行      | じぶんローン                       | アコム                         |      |
| イオン銀行        | イオン銀行カードローン             | イオンフィナンシャルサービス   |      |
| イオン銀行        | イオン銀行カードローン             | ドコモ・ファイナンス           |      |
| 三井住友信託銀行  | ハウジングカードローン（無担保型） | 三井住友トラスト・カード       | ※2   |
| オリックス銀行    | オリックス銀行カードローン         | ドコモ・ファイナンス           |      |
| オリックス銀行    | オリックス銀行カードローン         | 新生フィナンシャル             |      |
| SBI新生銀行       | SBI新生銀行カードローン            | 新生フィナンシャル             |      |
| SBI新生銀行       | SBI新生銀行カードローン エル       | 新生フィナンシャル             |      |
| SBJ銀行           | SBJカードローン〈ぐでっと〉        | オリエントコーポレーション     | ※3   |

- ※1 カードレスの場合は、カードが発行されない。
- ※2 三井住友信託銀行の住宅ローンを利用している場合に限り申し込む事が出来る。
- ※3 カードは、発行されない。

## 利用するときの注意点
- 使いすぎ、借りすぎに注意をして無理のない返済計画を立てて利用すること。
- 虚偽の申告をすると公文書偽造罪にあたり、罰金や懲役刑が科せられるリスクがある。
- 貸金業者は遅延損害金による収入を目当てに数日の遅延なら見逃す会社が多々あるが、カードローンは1日の遅延でも新規貸出を停止にし債権回収する（契約書面に記載）のが一般的であるため、返済日には充分な時間・金銭的余裕を持つこと。
- 有担保型は、収入など利用者の属性を考慮せず、抵当物件の評価額に応じて貸付枠を設定する金融機関もあるため、無担保型より高額な貸付枠と長期プライムレートに連動する低利な金利で利用できるが、延滞などの貸倒が生じた場合抵当で債権回収されるため、返済計画には注意すること。
- カードが不正利用された場合、キャッシュカードと同様の補償規定の適用可否を確認する必要がある。また、カードや暗証番号の管理も重要である。
- 2022年4月1日から成人年齢が18歳に引き下げられたが、カードローンの契約は若者の多重債務や安易な利用を防止する観点から、従前通り各社で20歳以上65歳未満のかたで安定した収入があるかたに限定している。

## 社会問題化
かつては銀行で融資を断られた人が消費者金融やクレジットカード会社で借入するのが一般的だったが、2006年の改正貸金業規制法でグレーゾーン金利、みなし弁済規定の廃止、総量規制によって年収の1/3を超える融資ができなくなった。消費者金融やクレジットカード会社で融資を断られた人が、改正貸金業規制法対象外で総量規制を受けないカードローンを利用し、それが原因の多重債務や自己破産が増加し大きな社会問題となっている。現在は貸しすぎ防止のために銀行が自主的に貸し出しの上限を「年収の2分の1」、「年収の3分の1」、「年収まで」などとしているが、貸金業法下のカードローンを合わせると、かなりの金額を借りることができてしまっている人がいるという現状もある。
実際にカードローンを利用した人の27%は最初に借入をした金額よりも借入額が増えているというデータもあるため、たとえ1社のみの利用であっても当初より多い金額の返済に追われている人が少なくないという実態が浮き彫りになった。
カードローンは金融機関にとっては高収益の商品であり、しかもリスクが基本的にゼロ（貸し倒れによる損失は保証会社が負う）であるため、超低金利・マイナス金利が常態化して以来、貸出額は急速に増大している。しかし、カードローンは貸金業法の規制を受けないことから、過剰融資に陥りやすく、カードローンによる自己破産は増加の一途を辿っている。
こうした問題の指摘を受け、2016年10月12日、日本弁護士連合会は「銀行等による過剰貸付の防止を求める意見書」を内閣総理大臣、内閣府特命担当大臣（金融）、衆参両議院議長、全国銀行協会会長宛に提出した。これを契機として、2017年に入ると、各種メディアによるカードローン問題の報道が相次いでいる。
2017年9月1日、金融庁はメガバンク、地方銀行などに9月から立ち入り検査をする旨を発表した。同日、利用者側からの情報収集を目的に「カードローンホットライン」を
開設した。